# Воинственные бобры (мультфильм)
«Воинственные бобры» — советский мультфильм, снятый на студии «Союзмультфильм» в 1939 году. Одна из ранних работ Дмитрия Бабиченко и Александра Белякова, стоявших у истоков советской мультипликации (анимации). В создании фильма в качестве художника-мультипликатора принял участие Борис Дёжкин, впоследствии прославившийся рядом фильмов в качестве сценариста и режиссёра.
Фильм находится в общественном достоянии, так как выпущен более 70 лет назад. В некоторых источниках он относится к классическим образцам советской мультипликации. Мультфильм сделан в диснеевском стиле, использовано шумо-музыкальное озвучивание.

## Сюжет
Семья бобров после наводнения попадает на необитаемый остров, где начинает устраивать свою жизнь. Но на тот же участок суши волнами выбрасывает злую рысь, которая начинает охотиться на бобров. Но благодаря сообразительности семья побеждает врага.
Сюжет фильма, по мнению критика Ларисы Малюковой, является одним из первых примеров отхода советской мультипликации от чисто детской тематики к современной для того времени (конец 1930-х годов):

… Кончалась эпоха так называемой поросячье-заячьей тематики, хотя мультистории из «песочницы» продолжали создаваться ещё долгие годы.
Историко-революционной тематике соответствовал фильм «Боевые страницы» Дмитрия Бабиченко (1939), рассказывавший о победах Советской Армии. Союзмультфильмовские «Воинственные бобры» (1939, режиссёры Д. Бабиченко и А. Беляков) не просто мужественно восстанавливали разрушенную наводнением жизнь на острове, но и прогоняли с него «врага-волка».

## Съёмочная группа
| Режиссёр      | Д. Бабиченко    |
| Сорежиссёр    | А. Беляков      |
| Композитор    | Н. Богословский |
| Художник      | А. Баженов      |
| Аниматоры     | Б. Дёжкин и др. |
| Оператор      | Н. Соколова     |
| Звукооператор | С. Ренский      |